# Igreja de São Domingos
Igreja de São Domingos är en kyrkobyggnad i Macao. Den är belägen vid torget Largo do Senado i stadens historiska centrum, som är upptaget på Unescos världsarvslista.
Kyrkan byggdes tidigt på 1600-talet på platsen för ett dominikanerkloster och -kapell från 1590-talet. Den ljusgula stenfasaden har vita stuckaturornament och gröna fönsterluckor. Också interiört är kyrkan ljusgul, med vita pelare och platt tak. På barockaltaret finns en staty av Jungfru Maria och Jesusbarnet och en målning av Jesus. I kyrkan finns också en mängd helgonfigurer i elfenben och trä.
Många dramatiska händelser har ägt rum i kyrkan. År 1644 blev en officer som stödde Spanien i kriget mot Portugal mördad vid altaret under en mässa. År 1707 barrikaderade sig dominikanermunkarna, som tog påvens sida mot biskopen av Macao i ritstriden, i kyrkan i tre dagar efter att lokala soldater kommit för att exkommunicera dem, och försvarade sig genom att kasta sten på soldaterna. År 1834, under en period av förtryck av de kristna ordnarna, användes kyrkan som kasern, stall och kontor.
São Domingos renoverades 1997, och i kyrkan finns sedan dess ett museum med målningar, skulpturer och ornament som visar den katolska kyrkans historia i Kina.